# 10e arrondissement de Marseille
Pour les articles homonymes, voir 10e arrondissement.
Le 10e arrondissement de la ville de Marseille est situé à l'Est de la ville. Il est limitrophe du 11e arrondissement à l'est, du 5e arrondissement au nord-ouest, du 8e arrondissement au sud-ouest et du 9e arrondissement au sud. 
Il fait partie du cinquième secteur de la mairie de Marseille.

## Quartiers

10e arrondissement de Marseille.

Le 10e arrondissement de Marseille comprend les 6 quartiers de la Capelette, Menpenti, Pont-de-Vivaux, Saint-Loup, Saint-Tronc et La Timone et 25 Îlots regroupés pour l'information statistique (IRIS) dont 24 IRIS d'habitation et le Parc du 26e centenaire.

## Transports en commun
Le 10e arrondissement est desservi par plusieurs lignes de bus de la RTM :
- Ligne  : Métro Sainte-Marguerite Dromel - Les Escourtines par la Valbarelle, Saint-Marcel et la Barasse

- Ligne  : Métro Sainte-Marguerite Dromel - La Valentelle par Saint-Marcel et Saint-Menet

- Ligne  : Métro Sainte-Marguerite Dromel - Centre Commercial Saint-Loup par Saint-Tronc

- Ligne  : Métro Sainte-Marguerite Dromel - Lycée Jean-Perrin

- Ligne  : Métro Sainte-Marguerite Dromel - Parc des Bruyères par Lycée Jean-Perrin

- Ligne  : Castellane - Le Bosquet par la Capelette, Pont-de-Vivaux, Saint-Loup, Saint-Thys et la Valbarelle

- Ligne  : Métro Bougainville - Métro Rond-Point du Prado par la rocade du Jarret, la Capelette et Rabatau.

- Ligne  : La Timone - Les Caillols-hôpital par la Capelette, Pont-de-Vivaux, Saint-Loup-Florian, la Pomme et les Caillols-centre urbain

MobiMétropole, service de transport à la demande sur réservation est réservé aux personnes à mobilité réduite.
Il est question d'étendre la Ligne 2 du métro jusqu'à Saint-Loup, voire jusqu'à la zone commerciale de La Valentine.

## Lieux et monuments
- Parc du 26e centenaire
- Cimetière Saint-Pierre[2]
- Hippodrome de Pont-de-Vivaux
- Parc du Vieux-Moulin de Saint-Loup
- Parc du Château-Saint-Cyr
- Parc des Bruyères
- Quartier des Trois-Ponts
- Mont Sainte-Croix (altitude 319 m)
- Mont Saint-Cyr (altitude 610 m)
- Jardin Guy Azaïs

## Démographie
En 2022, l'arrondissement comptait 59 852 habitants.
| 1968   | 1975   | 1982   | 1990   | 1999   | 2006   | 2011   | 2016   | 2021   |
| ------ | ------ | ------ | ------ | ------ | ------ | ------ | ------ | ------ |
| 49 363 | 55 260 | 54 093 | 50 079 | 49 133 | 50 140 | 52 994 | 56 191 | 59 002 |

| 2022   | - | - | - | - | - | - | - | - |
| ------ | - | - | - | - | - | - | - | - |
| 59 852 | - | - | - | - | - | - | - | - |

### Population des quartiers du10earrondissementde Marseille
| Quartier       | Population 1990 | Population 1999 | Population 2006 |
| -------------- | --------------- | --------------- | --------------- |
| La Capelette   | 7 292           | 8 306           | 8 431           |
| Menpenti       | 2 727           | 2 712           | 2 914           |
| Pont-de-Vivaux | 4 280           | 3 914           | 4 193           |
| Saint-Loup     | 15 984          | 15 341          | 15 120          |
| Saint-Tronc    | 14 860          | 14 177          | 13 959          |
| la Timone      | 4 918           | 4 713           | 5 524           |
| Total          | 50 061          | 49 163          | 50 140          |

### Éducation et Formation par quartiers en 2006
| Quartier        | 15 ans et + non scolarisés | total sans diplômes | % sans diplômes | total au moins BAC+3 | % au moins BAC+3 |
| --------------- | -------------------------- | ------------------- | --------------- | -------------------- | ---------------- |
| La Capelette    | 6 152                      | 1 563               | 25,41 %         | 492                  | 8,00 %           |
| Menpenti        | 2 257                      | 471                 | 20,86 %         | 212                  | 9,40 %           |
| Pont-de-Vivaux  | 3 004                      | 1 006               | 33,49 %         | 280                  | 9,32 %           |
| Saint-Loup      | 11 019                     | 2 611               | 23,70 %         | 787                  | 7,14 %           |
| Saint-Tronc     | 10 033                     | 2 137               | 21,30 %         | 941                  | 9,38 %           |
| La Timone       | 3 760                      | 662                 | 17,60 %         | 369                  | 9,82 %           |
| Arrondissement  | 36 225                     | 8 451               | 23,33 %         | 3 081                | 8,51 %           |
| Total Marseille | 590 908                    | 149 305             | 25,27 %         | 79 435               | 13,44 %          |

### Taux de chômage par quartiers au en 2006
| Quartier        | Population active | Nombre de chômeurs | Taux de chômage |
| --------------- | ----------------- | ------------------ | --------------- |
| La Capelette    | 3 920             | 615                | 15,69 %         |
| Menpenti        | 1 455             | 268                | 18,44 %         |
| Pont-de-Vivaux  | 1 703             | 228                | 13,36 %         |
| Saint-Loup      | 6 507             | 1 000              | 15,37 %         |
| Saint-Tronc     | 5 914             | 854                | 14,44 %         |
| La Timone       | 2 615             | 357                | 13,66 %         |
| Arrondissement  | 22 114            | 3 322              | 15,02 %         |
| Total Marseille | 352 855           | 64 330             | 18,23 %         |

### Les bénéficiaires de la couverture maladie universelle complémentaire (CMU-C) par quartiers
La CMU complémentaire (CMU-C) est une complémentaire santé gratuite qui prend en charge ce qui n'est pas couvert par les régimes d'assurance maladie obligatoire ; elle est attribuée sous condition de (faibles) ressources.
Bénéficiaires de la CMU-C par IRIS en 2008
| Quartier        | population couverte 2008 | bénéficiaires CMU-C 2008 | % bénéficiaires 2008 |
| --------------- | ------------------------ | ------------------------ | -------------------- |
| La Capelette    | 7 687                    | 963                      | 12,53 %              |
| Menpenti        | 3 253                    | 470                      | 14,45 %              |
| Pont-de-Vivaux  | 3 925                    | 644                      | 16,41 %              |
| Saint-Loup      | 12 287                   | 1 087                    | 8,85 %               |
| Saint-Tronc     | 10 639                   | 1 127                    | 10,59 %              |
| La Timone       | 3 497                    | 302                      | 8,64 %               |
| Arrondissement  | 42 518                   | 4 472                    | 11,15 %              |
| Total Marseille | 718 664                  | 132 156                  | 18,39 %              |

### Les Familles par quartiers en 2006
| Quartier             | familles | dont monoparentales | % familles monoparentales | familles de 4 enfants et + | % familles 4 enfants et + |
| -------------------- | -------- | ------------------- | ------------------------- | -------------------------- | ------------------------- |
| La Capelette         | 1 924    | 474                 | 24,64 %                   | 42                         | 2,18 %                    |
| Menpenti             | 737      | 141                 | 19,14 %                   | 17                         | 2,36 %                    |
| Pont-de-Vivaux       | 1 108    | 287                 | 25,89 %                   | 49                         | 4,40 %                    |
| Saint-Loup           | 4 243    | 888                 | 20,93 %                   | 121                        | 2,85 %                    |
| Saint-Tronc          | 3 644    | 717                 | 19,67 %                   | 132                        | 3,62 %                    |
| La Timone            | 1 440    | 219                 | 15,22 %                   | 33                         | 2,28 %                    |
| Total arrondissement | 13 096   | 2 726               | 20,82 %                   | 394                        | 3,01 %                    |
| Total Marseille      | 213 538  | 46 568              | 21,81 %                   | 8 414                      | 3,94 %                    |

### Logements par quartiers au 8/3/1999
| Quartier        | % locataires | % immeubles collectifs | % 4 pièces et plus |
| --------------- | ------------ | ---------------------- | ------------------ |
| La Capelette    | 62,76 %      | 90,14 %                | 25,27 %            |
| Menpenti        | 57,19 %      | 90,98 %                | 20,03 %            |
| Pont-de-Vivaux  | 40,99 %      | 68,16 %                | 32,30 %            |
| Saint-Loup      | 47,38 %      | 72,10 %                | 54,84 %            |
| Saint-Tronc     | 33,80 %      | 92,81 %                | 45,74 %            |
| La Timone       | 48,67 %      | 84,28 %                | 35,47 %            |
| Arrondissement  | 46,82 %      | 83,46 %                | 40,53 %            |
| Total Marseille | 51,73 %      | 82,86 %                | 38,21 %            |

### Population des quartiers par tranches d'âge au 8/3/1999
| Quartier        | % 0-19 ans | % 20-39 ans | % 40-59 ans | % 60-74 ans | % 75 ans et + |
| --------------- | ---------- | ----------- | ----------- | ----------- | ------------- |
| La Capelette    | 20,32 %    | 33,86 %     | 24,64 %     | 13,62 %     | 7,56 %        |
| Menpenti        | 16,22 %    | 34,11 %     | 24,37 %     | 15,67 %     | 9,62 %        |
| Pont-de-Vivaux  | 23,74 %    | 24,94 %     | 24,43 %     | 16,27 %     | 10,63 %       |
| Saint-Loup      | 25,21 %    | 25,02 %     | 27,05 %     | 15,16 %     | 7,55 %        |
| Saint-Tronc     | 24,36 %    | 25,88 %     | 25,31 %     | 16,37 %     | 8,08 %        |
| La Timone       | 21,39 %    | 35,24 %     | 24,97 %     | 11,31 %     | 7,09 %        |
| Arrondissement  | 23,16 %    | 28,24 %     | 25,58 %'    | 15,00 %     | 8,02 %        |
| Total Marseille | 23,16 %    | 28,67 %     | 24,84 %     | 14,18 %     | 9,16 %        |

### Revenus de la population et fiscalité
En 2010, le revenu fiscal médian par ménage était de 24 671 €, ce qui plaçait le 10e arrondissement au 6e rang parmi les 16 arrondissements de Marseille.

## Résultats électoraux
| Scrutin             | Scrutin             | 1er tour | 1er tour | 1er tour | 1er tour | 1er tour | 1er tour | 1er tour | 1er tour | 1er tour | 1er tour | 1er tour | 1er tour | 2d tour | 2d tour | 2d tour | 2d tour | 2d tour | 2d tour |
| Scrutin             | Scrutin             | 1er      | 1er      | %        | 2e       | 2e       | %        | 3e       | 3e       | %        | 4e       | 4e       | %        | 1er     | 1er     | %       | 2e      | 2e      | %       |
| ------------------- | ------------------- | -------- | -------- | -------- | -------- | -------- | -------- | -------- | -------- | -------- | -------- | -------- | -------- | ------- | ------- | ------- | ------- | ------- | ------- |
| Présidentielle 2017 | Présidentielle 2017 |          | FN       | 31,51    |          | LFI      | 22,35    |          | EM       | 18,21    |          | LR       | 17,53    |         | EM      | 54,64   |         | FN      | 45,36   |
| Présidentielle 2022 | Présidentielle 2022 |          | RN       | 28,20    |          | LFI      | 25,04    |          | LREM     | 20,84    |          | REC      | 12,72    |         | RN      | 50,12   |         | LREM    | 49,88   |
| Législatives 2022   | 6e                  |          | RN       | 27,99    |          | LREM-Ens | 26,94    |          | PS-Nupes | 22,67    |          | REC      | 6,28     |         | LREM    | 53,46   |         | RN      | 46,54   |
| Législatives 2024   | 6e                  |          | LR-RN    | 40,59    |          | LE-NFP   | 31,03    |          | Ren-Ens  | 20,14    |          | LR       | 3,98     |         | LR-RN   | 52,76   |         | LE      | 47,24   |